# Fincantieri

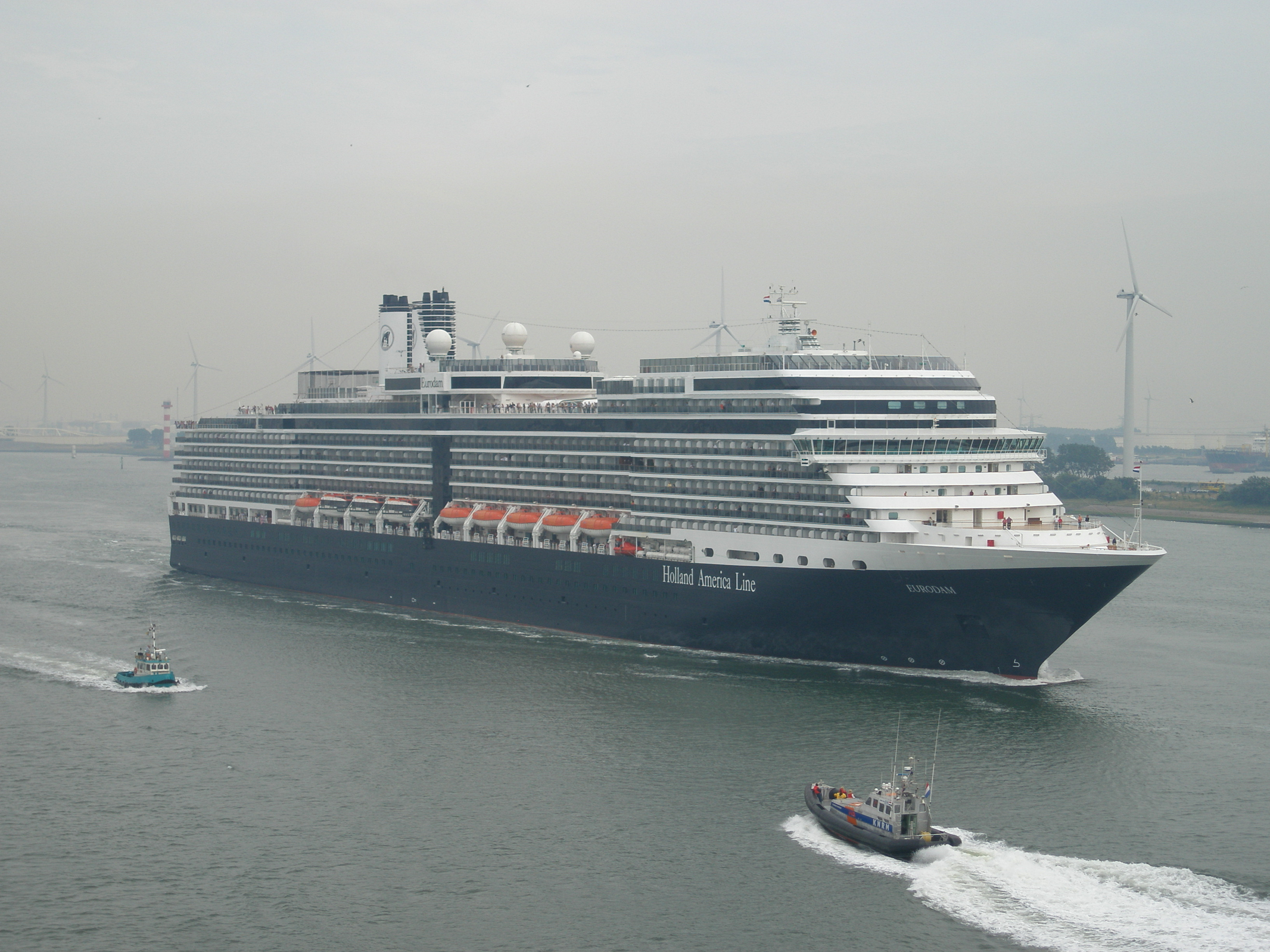
Het MS Eurodam van de Holland America Line, dat gebouwd is door Fincantieri

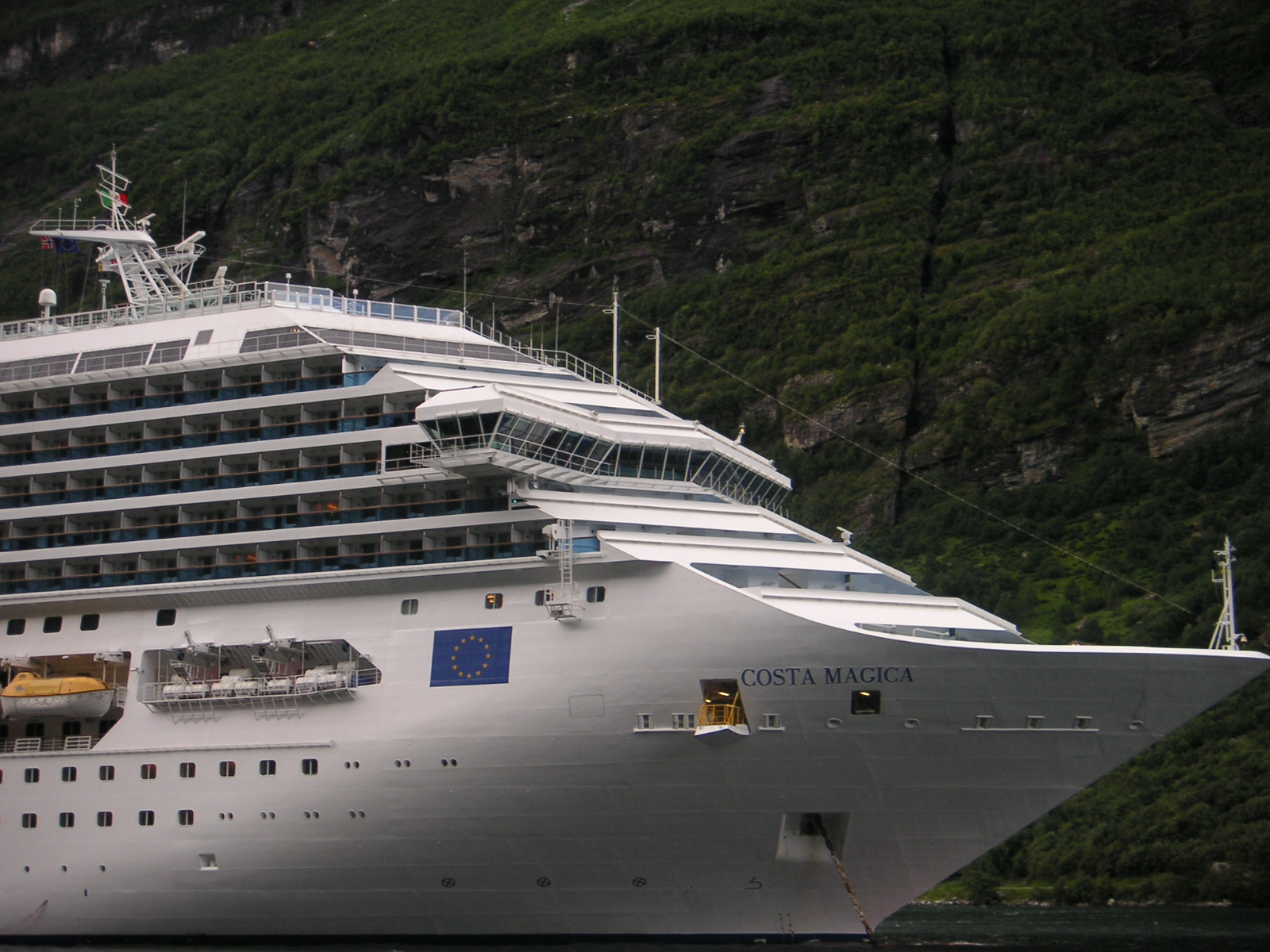
Het MS Costa Magica, een cruiseschip gebouwd door Fincantieri

Fincantieri - Cantieri Navali Italiani S.p.A., kortweg Fincantieri, is een scheepsbouwer uit Triëst, Italië. Het bedrijf telt 20 scheepswerven verdeeld over zeven landen.

## Geschiedenis
Fincantieri werd opgericht in 1959 als Società Finanziaria Cantieri Navali – Fincantieri S.p.A. met de overheid als grootste aandeelhouder. In 1984 is het bedrijf zelfstandig van de overheid geworden.
Medio 2014 is Fincantieri naar de aandelenbeurs gegaan. De plaatsing was geen succes. Bij de aanvang was het plan om maximaal 704 miljoen aandelen te plaatsen, waarvan 600 miljoen nieuwe aandelen om het vermogen van de werf te versterken en verder zou moedermaatschappij Fintecna 104 miljoen stuks verkopen. Men wilde de aandelen verkopen tussen 0,78 en 1 euro per aandeel. Uiteindelijk zijn zo’n 350 miljoen nieuwe aandelen geplaatst tegen de lage koers van 0,78 euro. Fintecna heeft besloten geen aandelen te verkopen. De free float was per 31 december 2018 ongeveer 29%.
Op 3 januari 2017 gaf een rechtbank in Seoul toestemming voor de overname van STX France door Fincantieri. De curator zette STX France, het enige winstgevende onderdeel met als belangrijkste onderdeel de scheepswerf in Saint-Nazaire, op 19 oktober 2016 te koop nadat de Koreaanse moedermaatschappij failliet was gegaan. Uiteindelijk moet de Franse staat, die een derde van de aandelen in STX France heeft, een definitief besluit nemen. De Franse staat en Fincantieri kwamen in 2019 overeen dat de laatste 50% van de aandelen in de Franse werf mag overnemen. Frankrijk staat hierbij toe dat Fincantieri een controlerend belang zal krijgen in ruil voor een banengarantie en andere voorwaarden. In oktober 2019 maakte de Europese Commissie een diepgaand onderzoek te starten naar de overeenkomst omdat de samenwerking de concurrentie zal beperken.

## Profiel
Fincantieri bouwt cruiseschepen, veerboten, offshorevaartuigen en marineschepen. Fincantieri is ook actief in de revisie- en onderhoudssector voor schepen. Tot 1999 was Fincantieri ook actief in de dieselmotoren voor de zeevaart via Grandi Motori Trieste, wat in dat jaar verkocht werd.
Fincantieri is een van 's werelds grootste bouwers van schepen, en de grootste in het Mediterraanse gebied. In totaal werken er bij Fincantieri zo'n 20.000 mensen. Fincantieri zorgt met toeleveranciers voor meer dan 80.000 banen.
In 2012 introduceerde Fincantieri het plan te diversificeren mede vanwege de teruglopende orders voor luxe schepen. De Italiaanse werf wil actiever worden op het gebied van gespecialiseerde schepen voor de energiesector. In januari 2013 kocht het, via de dochteronderneming Fincantieri Oil & Gas, een meerderheidsbelang van 50,75% in STX OSV. STX Europe was de verkoper van het aandelenpakket en ontving hiervoor 455 miljoen euro. De naam van STX OSV veranderde korte tijd later in Vard. Vard is gespecialiseerd in de bouw van schepen voor de offshore zoals platformbevoorradingsschepen. Met deze overname komt het aantal werven op 21 en het aantal werknemers verdubbelt naar ongeveer 20.000. De omzet van de nieuwe combinatie zal uitkomen op zo’n 4 miljard euro.
In 2018 behaalde de onderneming een vijfde van de omzet in Italië en de rest daarbuiten. De belangrijkste bedrijfsonderdelen zijn de scheepsbouwactiviteiten van cruiseschepen en voor de marine en de offshore industrie. De verkoop van de cruiseschepen maakte zo'n 60% van de totale omzet uit in 2018. De laatste 10% van de omzet wordt behaald met de verkoop van andere schepen, systemen en diensten.

## Werven
In 2018 telt de onderneming 20 werven verdeeld over zes landen in vier continenten. Naast de werven in Italië beschikt Fincantieri over drie werven in de Verenigde Staten, vijf in Noorwegen, twee in Roemenië en ook in Brazilië en tot slot een werf in Vietnam.
De acht werven in Italië liggen in:
- Monfalcone
- Marghera
- Sestri Ponente
- Ancona
- Castellammare di Stabia
- Palermo
- Riva Trigoso
- Muggiano

## Schepen gebouwd door Fincantieri
Hieronder een selectie van schepen die op een van de werven van Fincantieri zijn gebouwd.
- 1978 - Castoro Sei, een half-afzinkbaar platform
- 1983 - Giuseppe Garibaldi (C 551), een vliegdekschip voor de Italiaanse Marine
- 1993 - Statendam voor Holland America Line (HAL)
- 1993 - Maasdam voor HAL
- 1994 - Ryndam voor HAL
- 1995 - Sun Princess voor Princess Cruises
- 1995 - Carnival Destiny voor Carnival Cruise Lines
- 1996 - Veendam voor HAL
- 1996 - Dawn Princess voor Princess Cruises
- 1997 - Rotterdam voor HAL
- 1998 - Sea Princess voor Princess Cruises
- 1998 - Disney Magic voor Disney Cruise Line
- 1999 - Volendam voor HAL
- 1999 - Carnival Triumph voor Carnival Cruise Lines
- 1999 - Disney Wonder voor Disney Cruise Line
- 2000 - Zaandam voor HAL
- 2000 - Amsterdam voor HAL
- 2000 - Oceana voor P&O Cruises
- 2000 - Carnival Victory voor Carnival Cruise Lines
- 2001 - Zuiderdam voor HAL
- 2001 - Pride of Rotterdam voor P&O Ferries
- 2002 - Carnival Conquest voor Carnival Cruise Lines
- 2002 - Oosterdam voor HAL
- 2003 - Carnival Glory voor Carnival Cruise Lines
- 2003 - Costa Fortuna voor Costa Crociere
- 2003 - Costa Magica voor Costa Crociere
- 2004 - Westerdam voor HAL
- 2004 - Carnival Valor voor Carnival Cruise Lines
- 2005 - Costa Concordia voor Costa Crociere
- 2005 - Carnival Liberty voor Carnival Cruise Lines
- 2006 - Noordam voor HAL
- 2006 - Costa Serena voor Costa Crociere
- 2006 - Carnival Splendor voor Carnival Cruise Lines
- 2007 - Eurodam voor HAL
- 2007 - Queen Victoria voor Cunard Line
- 2007 - Carnival Freedom voor Carnival Cruise Lines
- 2007 - Ventura voor P&O Cruises
- 2008 - Ruby Princess voor Princess Cruises
- 2008 - Costa Luminosa voor Costa Crociere
- 2008 - Costa Pacifica voor Costa Crociere
- 2009 - Carnival Dream voor Carnival Cruise Lines
- 2009 - Nieuw Amsterdam voor HAL
- 2009 - Costa Deliziosa voor Costa Crociere
- 2009 - Azura voor P&O Cruises
- 2010 - Queen Elizabeth voor Cunard Line
- 2010 - Costa Favolosa voor Costa Crociere
- 2010 - Carnival Magic voor Carnival Cruise Lines
- 2011 - Costa Fascinosa voor Costa Crociere
- 2012 - Carnival Breeze voor Carnival Cruise Lines
- 2013 - Royal Princess voor Princess Cruises
- 2014 - Regal Princess voor Princess Cruises
- 2014 - Costa Diadema voor Costa Crociere
- 2016 - MS Koningsdam voor HAL
- 2016 - Viking Sky voor Viking Ocean Cruises